# The Next Episode
«The Next Episode» — сингл американского рэпера Dr. Dre, выпущенный 4 июля 2000 года. Это был третий сингл с его второго студийного альбома 2001, который был выпущен в 1999 году. На треке также присутствуют Snoop Dogg, Nate Dogg и Kurupt. Иногда песню ошибочно называют «Smoke Weed Everyday», потому что в конце песни Nate Dogg говорит «Smoke Weed Everyday».
Песня достигла 23-й позиции в чарте Billboard Hot 100.

## Предыстория
Куплеты Dr. Dre были написаны рэпером Hittman’ом. Песня имеет много ссылок на песню Тупака Шакура «California Love». Изначально на обложке было написано «Tha Next Episode». Также песня имела другой бит и другой текст. Оригинальная версия длилась 4:36 и в ней часто упоминалась песня «Nuthin' but a "G" Thang» исполнителя Dr. Dre. Радио версия песни была сильно отредактирована и много строчек были перезаписаны.

## Семплы
- Главным семплом для «The Next Episode» стал семпл из композиции Дэвида Маккаллума «The Edge».
- В песне от трио City High «What Would You Do» присутствуют семплы из «The Next Episode».

## Ремиксы
- Был сделан ремикс на песню с таким же названием от Снуп Догга и Lil' Mo появился на микстейпе DJ Felli Fel Featuring Snoop Dogg — The Heavy Hitters, который был выпущен в 2002 году.
- Есть ремикс на «The Next Episode» с музыкой из песни «Paradise City» группы Guns N' Roses, но он неофициальный.
- Ремикс от Dr. Dre, Нэйт Догга и Снуп Догга под названием «TNE 2006» зазвучал на радио в 2006 году.
- Joe Budden читал рэп под бит из песни «The Next Episode» во время выступления DJ Green Lantern и Charles Hamilton на Sirius Satellite Radio
- «The prizefighter remix» был выпущен в 2000 совместно с 2Pac, DMX и Nas.
- Версия на арабском языке появилась в фильме Диктатор, исполненная Aiwa, Mr Tibbz и британским актёром Сашей Бароном Коэном, сыгравшим в нём главную роль.

## Список композиций
- UK CD single #1[4]

1. «The Next Episode» (LP Version) — 2:42
2. «Bad Guys Always Die» (совместно с Eminem) — 4:38
3. «The Next Episode» (Instrumental) — 2:43
4. «The Next Episode» (Music Video)

- UK CD single #2[1]

1. «The Next Episode» (LP Version) — 2:42
2. «Fuck You» — 3:25
3. «Bang Bang» (Instrumental) — 3:42
4. «Forgot About Dre» (Instrumental) — 3:54
5. «Forgot About Dre» (Music Video)

- 12"[3]

1. «The Next Episode» (LP Version) — 2:42
2. «Bad Guys Always Die» (совместно с Eminem) — 4:38
3. «Bang Bang» (совместно с Hittman) — 3:42

## Чарты
| Чарты                                           | Позиция |
| ----------------------------------------------- | ------- |
| U.S. Billboard Hot 100                          | 23      |
| U.S. Billboard Hot R&B/Hip-Hop Singles & Tracks | 11      |
| U.S. Billboard Hot Rap Singles                  | 9       |
| U.S. Billboard Rhythmic Top 40                  | 2       |
| U.S. Billboard Top 40 Tracks                    | 28      |
| UK Singles Chart                                | 3       |
| French Singles Chart                            | 22      |
| Irish Singles Chart                             | 11      |
| German Singles Chart                            | 34      |

| Чарты (2000)           | Позиция |
| ---------------------- | ------- |
| U.S. Billboard Hot 100 | 76      |

### Сертификация
| Регион | Сертификация  | Продажи   |
| --- | ------------- | --------- |
| Дания (IFPI Danmark) | Платиновый    | 90 000    |
| Германия (BVMI) | Золотой       | 250 000   |
| Италия (FIMI) | Золотой       | 25 000    |
| Великобритания (BPI) | 2× Платиновый | 1 200 000 |
| Стриминг |               |           |
| Дания (IFPI Danmark) | Золотой       | 900 000   |
| Данные о продажах + прослушиваниях приведены только на основе сертификации. · Данные только о прослушиваниях приведены на основе сертификации. |               |           |

## Участники записи
- Записано: Sierra Sonics, Encore Studios
- Инженер: Richard «Segal» Huredia
- Помощники инженера: Tom Gordon, Michelle Lynn Forbes, Dave Tenhouten
- бэк-вокал — Kurupt
- Бас — Preston Crump
- Гитара — Sean Cruse
- Клавишник — Camara Kambon
- Исполнение — Snoop Dogg, Kurupt, Dr. Dre
- Вокал — Nate Dogg
- Режиссёр — Paul Hunter
- Авторы текста — Ms Roq, Hittman, Snoop Dogg, Nate Dogg,David McCallum